# Justin Robinson (atleta)
Justin Robinson (Saint Louis, 30 marzo 2002) è un velocista statunitense.

## Carriera
Nel 2023 ha vinto la medaglia d'oro ai Mondiali di Budapest nella staffetta 4×400 metri mista, stabilendo anche il nuovo record del mondo in 3'08"80, e nella 4x400 metri maschile.

## Record nazionali
- Staffetta 4×400 metri mista: 3'08"80 ( Budapest, 19 agosto 2023) (con Rosey Effiong, Matthew Boling e Alexis Holmes)

## Palmarès
| Anno | Manifestazione      | Sede     | Evento        | Risultato | Prestazione | Note                                    |
| ---- | ------------------- | -------- | ------------- | --------- | ----------- | --------------------------------------- |
| 2018 | Mondiali U20        | Tampere  | 4×400 m       | Argento   | 3'05"26     |                                         |
| 2019 | Panamericani U20    | San José | 400 m piani   | Oro       | 45"04       |                                         |
| 2019 | Panamericani U20    | San José | 4×400 m       | Oro       | 2'59"30     |                                         |
| 2019 | Giochi panamericani | Lima     | 400 m piani   | Bronzo    | 45"07       |                                         |
| 2019 | Giochi panamericani | Lima     | 4×400 m       | Argento   | 3'01"72     |                                         |
| 2023 | Mondiali            | Budapest | 4×400 m       | Oro       | 2'57"31     | Miglior prestazione mondiale stagionale |
| 2023 | Mondiali            | Budapest | 4×400 m mista | Oro       | 3'08"80     | Record mondiale                         |